# Vila Prudente (métro de São Paulo)
Vila Prudente (en portugais : Estação Vila Prudente), est une station de correspondance entre la ligne 2 (Verte) et la ligne 2 (Argent) métro de São Paulo. Elle est accessible par l'avenida Luís Inácio de Anhaia Mello, entre les rues Itamumbuca et Cavour, dans le quartier de Vila Prudente à São Paulo au Brésil.
Cette double station est « intégrée » avec un terminus de transports en commun routiers de São Paulo. L'ensemble est parfois nommé terminus intermodal de Vila Prudente.

## Situation sur le réseau

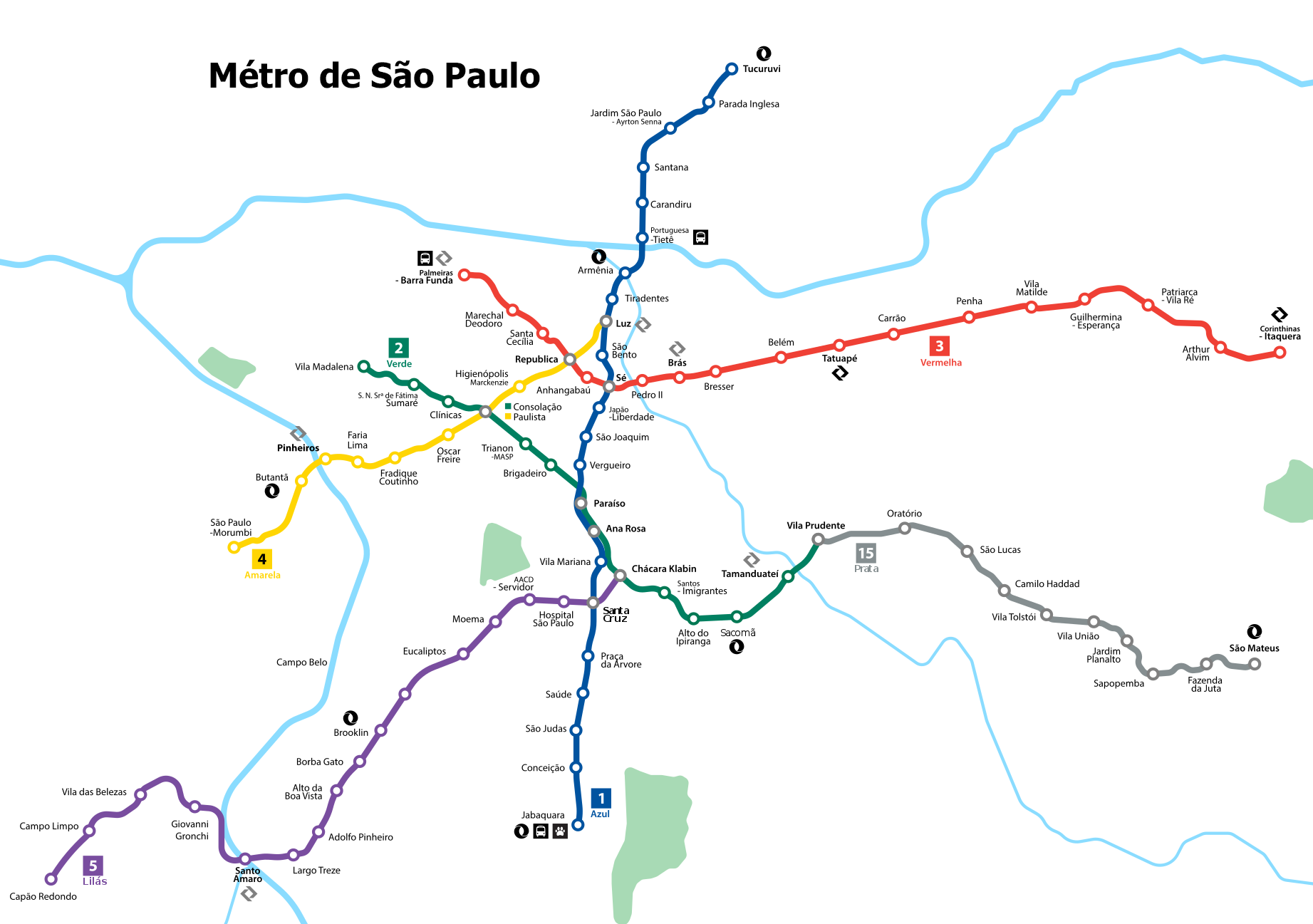
Plan du Métro de São Paulo 2020.

Établie en aérien, la station Vila Prudente est un terminus de deux lignes du métro : terminus, en souterrain, de la ligne 2 du métro de São Paulo (Verte), avant la station Tamanduateí, en direction du terminus Vila Madalena ; terminus, en aérien, de la ligne 15 du métro de São Paulo (Argent), métro léger avec un monorail aérien, avant la station Oratório, en direction du terminus provisoire São Mateus.

## Histoire

### Station de la ligne 2

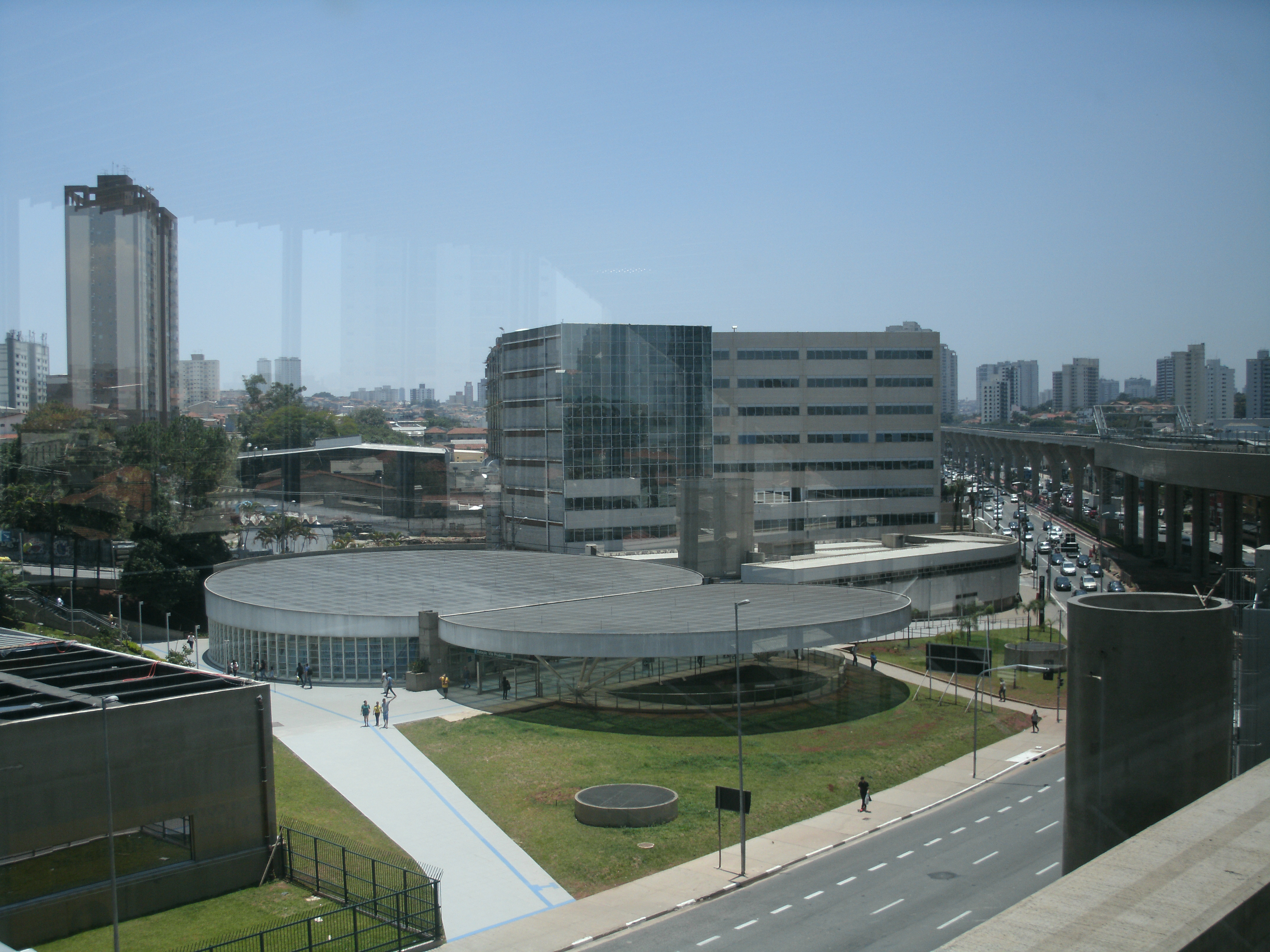
La station de la ligne 2 en 2013.

Après plusieurs retards, la station Vila Prudente de la ligne 2 (Verte) du métro de métro de São Paulo est inaugurée le samedi 21 août 2010 par le gouverneur Alberto Goldman (pt) et le maire Gilberto Kassab. Pour l'ouverture de cette station la ligne a été prolongée depuis l'ancien terminus de Sacomã, une station intermédiaire Tamanduateí, qui sera intégrée avec la gare de Tamanduateí, est toujours en travaux. La construction de la station a suivi un concept favorisant les économies dans le cadre d'une amélioration environnementale, comme par exemple une architecture privilégiant l'éclairage naturel et des escaliers mécaniques « intelligents » en adaptant leur fonctionnement selon le flux de voyageurs les utilisants. La station souterraine est constituée d'un quai établi à 14 m sous le niveau du sol. Deux puits circulaires, situé aux extrémités nord et sud, apporte une lumière naturelle sur le quai et sur les niveaux intermédiaires : le rez-de-chaussée utilisé pour l'accès, la mezzanine pour les services du métro et les accès aux quais. Les puits sont coiffés par des structures en grilles d'acier et verre. Disposant de 19 729 m2 de surface bâtie, la station est prévue pour un transit quotidien moyen de 65 900 voyageurs entrants.
L'embarquement des voyageurs à la station, cependant, n'a commencé que deux jours plus tard, un lundi. Lors de ce premier jour d'opération assistée, 7 400 voyageurs ont été transportés en six heures, avec plus de 100 personnes se pressant à la porte de la station juste avant son ouverture, à 9 h 30. Il y a eu des revers: lors du premier voyage, les portes palières ne s'ouvraient pas immédiatement à la station Sacomã, un problème qui a été rapidement résolu, et, le plus gros défaut, il y avait un désalignement entre les portes du train et les portes du quai à la station Vila Prudente, réduisant l'espace d'embarquement.
Au cours de la première semaine, le temps d'intervention assistée était de 9 h 30 à 15 h ; à partir de la deuxième semaine, il était prolongé jusqu'à 16 h. Avec l'inauguration de la station Tamanduateí, elle a commencé à fonctionner du lundi au vendredi, de 9 h à 16 h 30, prolongée entre 8 h 30 et 17 h à partir du 30 septembre 2010 et entre 8 h et 17 h à partir du 5 février 2011, date à laquelle il y avait aussi le début de la tarification. Bien qu'il y ait une charge pour les tarifs, la station a continué à fonctionner en opération assistée. L'horaire a de nouveau été prolongé le 19 mars, de 4 h 40 à 21 h. Selon le métro, l'horaire n'a pas été prolongé jusqu'à minuit car il y aurait encore trois cents heures de tests à effectuer sur le système de signalisation.
Depuis le 12 septembre 2011, les heures d'ouverture sont prolongées jusqu'à minuit, les mêmes horaires que les autres stations de métro de São Paulo.

### Station de la ligne 15

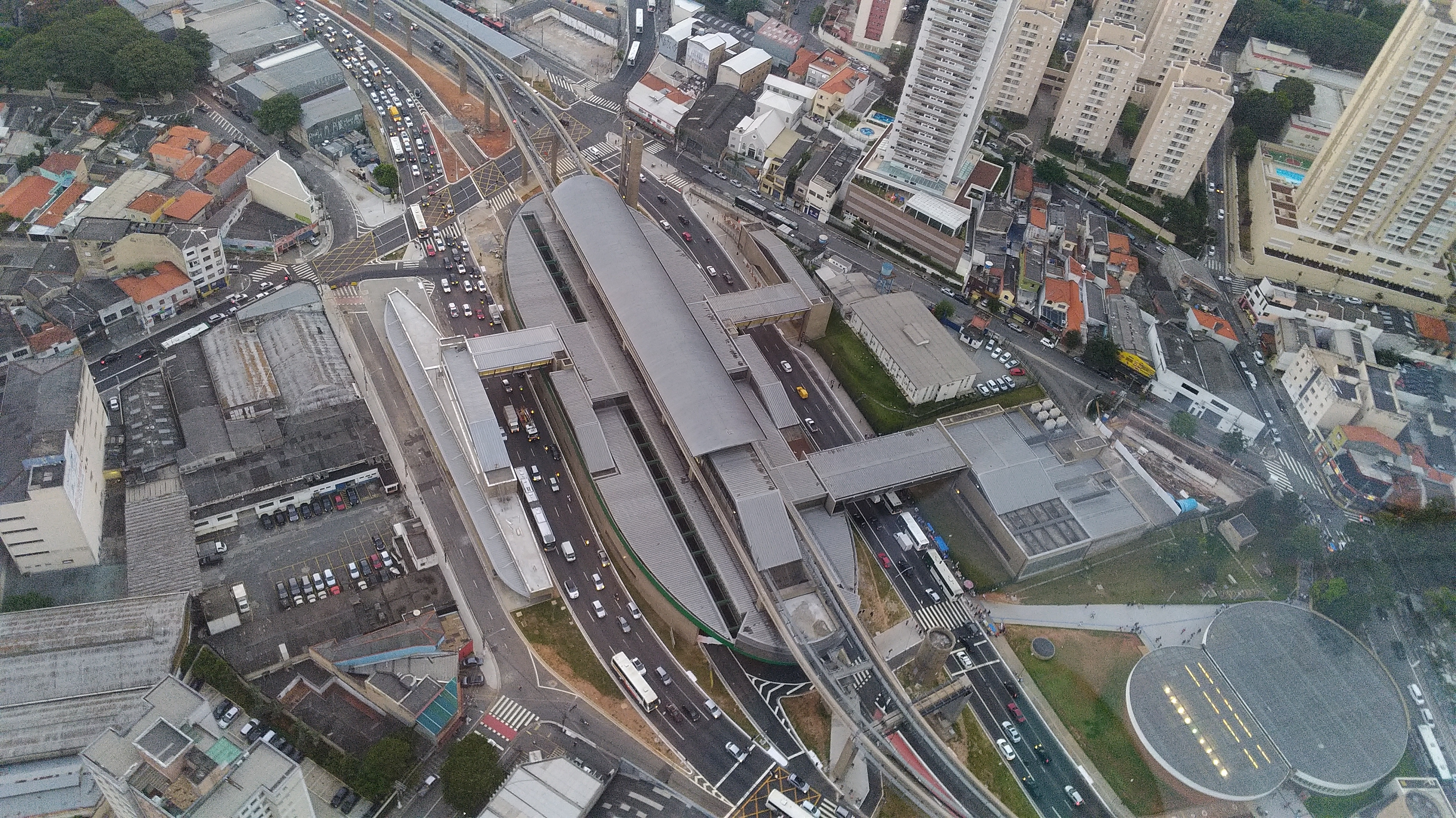
La station de la ligne 15.

Le 30 août 2014, la station de la ligne 15 - Argent a été inaugurée, avec l'extension des heures d'ouverture et intégration avec la station de ligne 2 - Verte le 20 décembre.

## Services aux voyageurs

### Accès et accueil
Son accès principal est situé à proximité de l'avenida Luís Inácio de Anhaia Mello, entre les rues Itamumbuca et Cavour. Elle est accessible aux personnes à la mobilité réduite.

### Desserte
Ligne 2 (Verte) :
| Ligne                         | Terminus                      | Longueur (km) | Stations | Durée du voyage (min) | Opération (*)                                                       |
| ----------------------------- | ----------------------------- | ------------- | -------- | --------------------- | ------------------------------------------------------------------- |
| Ligne 2 du métro de São Paulo | Vila Madalena ↔ Vila Prudente | 14,7          | 14       | 28                    | Tous les jours, de 4h40 à 12h32; Les samedis jusqu'à 1h le dimanche |

Ligne 15 (Argent) :
| Ligne                          | Terminus                   | Longueur (km) | Stations | Durée du voyage (min) | Opération (*)                                                    |
| ------------------------------ | -------------------------- | ------------- | -------- | --------------------- | ---------------------------------------------------------------- |
| Ligne 15 du métro de São Paulo | Vila Prudente ↔ São Mateus | 13            | 10       |                       | Tous les jours, de 4h40 à 0h; Les samedis jusqu'à 1h le dimanche |

### Intermodalité
La station est intégrée avec le terminus Vila Prudente qui est une station terminus d'autobus de la ville de São Paulo. Faisant partie du projet SISTRAN (réseau de 280 km de trolleybus) de la mairie de São Paulo, c'était l'un des premiers terminus d'autobus de la ville, ouvert le 31 mars 1980 (avec le couloir Paes de Barros, le premier couloir de bus de la ville),.
Le premier terminus était composé de structures légères en béton préfabriqué avec des tuiles en aluminium et était destiné à intégrer les lignes de trolleybus avec celles des autobus diesel. Avec la construction de la station Vila Prudente, le terminal a été démoli le 23 mars 2013, avec un nouveau terminal provisoire construit à proximité. Le terminus actuel est conçu par l'architecte Luiz Carlos Esteves en 2008, à l'origine comme terminus du BRT Expresso Tiradentes. Par la suite, son projet a été adapté pour s'intégrer aux terminaux des lignes 2 - Verte et 15 - Argent du métro,.
La première phase du terminus est ouverte en septembre 2017. La deuxième partie du terminal (structure centrale, sous la station de monorail) est ouverte à la population le 11 mai 2019,.

## Art dans le métro
- "Cenas e Sonhos Latino Americanos I e II" (panneau), Sérgio Ferro, acrylique alkyde et huile sur toile de lin (1990), bois, corde, verre et peinture acrylique (1,95 m X 26,9 m chaque panneau), installé sur le pignon courbe du puits sud de la ligne 2-Verte[16].

## À proximité
- UNINOVE Campus Vila Prudente